# Gay Liberation Front
Gay Liberation Front (GLF), u prijevodu Fronta za oslobođenje gejeva je ime više organizacija za emancipaciju LGBT osoba, od kojih je prva osnovana u New Yorku 1969. godine, neposredno nakon Stonewallskih nemira, u kojima se policija sukobila s gej prosvjednicima.

## Sjedinjene Američke Države
Američki Gay Liberation Front (GLF) osnovan je nakon Stonewallskih nereda. Mnogi te nerede smatraju glavnim katalizatorom pokreta za emancipaciju LGBT osoba i moderne borbe za LGBT prava u Sjedinjenim Državama.
28. lipnja 1969. godine u Greenwich Villageu u New Yorku, njujorška policija izvršila je raciju u poznatom gej baru Stonewall Inn u ulici Christopher Street. Policijske racije u Stonewallu i drugim lezbijskim i gej barovima su u to vrijeme bile rutinska praksa, s redovitim potplaćivanjem policajaca i osoba iz organiziranog kriminala kako bi nastavili s poslovanjem. Kao i svi gej barovi u to doba, i on je bio meta bezbrojnih policijskih racija, jer su homoseksualne aktivnosti još uvijek bile većinski ilegalne. Tog puta, kad je policija počela s uhićivanjem posjetitelja, oni su ih počeli zasipati kovanicama, a kasnije bocama i kamenjem. Okupljena masa je također oslobodila članove osoblja koji su stavljeni u policijska vozila, a brojčano slabiji policajci povukli su se u bar. Ubrzo su pozvane Taktičke patrolne snage kako bi uvele red među prosvjednicima. Kako su policijske snage napredovale, mnoštvo ne da se nije razilazilo, već se udvostručilo. Ponovno su se formirali iza policije, bacali kamenje, uzvikivali "Gay Power!" (prevedeno Gej snaga), plesali i izazivali policiju. Mnoštvo se nastavilo okupljati i tijekom sljedećih par večeri, dijelilo letke nastavljalo s otporom. Ubrzo je riječ "Stonewall" postala simbol otpora i borbe za ravnopravnost u LGBT zajednici.  U spomen na taj događaj, svake godine se na proslavu godišnjice Stonewallskih nereda održavaju Povorke ponosa.
Početkom srpnja 1969. povodom nemira u Stonewallu, diskusije u LGBT zajednici dovele su do formiranja Gay Liberation Fronta. Jedna od prvih aktivnosti GLF-a bila je organiziranje marša kako bi se iskoristio revolt proizašao iz nemira u Stonewallu i zahtijevanje zaustavljanje progona homoseksualaca. GLF je imao široku političku platformu, osuđivao je rasizam, podržavao stranku Crnih pantera i mnoge borbe protiv nepravdi u državama Trećeg svijeta. Zauzeli su antikapitalistički stav i propitivali tradicionalne rodne uloge.
31. listopada 1969., šezdeset članova GLF-a, Odbor za homoseksualnu slobodu (CHF) i kazališna grupa Gej Gerila organizirali su prosvjed ispred ureda San Francisco Examiner-a kao odgovor na niz novinskih članaka u kojima su omalovažavani posjetitelji gej barova i klubova u San Franciscu. Mirni prosvjed protiv Examinera uskoro je postao buran i kasnije je nazvan "petak ljubičaste ruke" i "krvavi petak ljubičaste ruke". Zaposlenici su navodno bacili bačvu tinte na gomilu s krova zgrade. Prosvjednici su tintom crtali slogane na zidovima zgrada i ostavljali ljubičaste otiske ruku po cijelom centru grada. Larry LittleJohnu, tadašnji predsjednik Društva za osobna prava izjavio je: "U tom je trenutku stigla taktička postrojba - ne da bi priveli zaposlenike koji su bacili tintu, već da bi uhitili prosvjednike. Netko je mogao biti ozlijeđen da im je ta tinta ušla u oči, ali policija je prosvjednike pribijala na zemlju." Izvještaji o policijskoj brutalnosti uključuju navode o ženama koje su bacane na tlo i izbijanje zube prosvjednicima. Inspirirani sličnim metodama korištenim od strane gangstera i mafije, neki su gej i lezbijke aktivisti pokušali uspostaviti "ljubičastu ruku" kao upozorenje za zaustavljanje anti-homoseksualnih napada, ali s malo uspjeha.
1970. godine nekoliko žena GLF-a, poput Marthe Shelley, Lois Hart, Karla Jay, i Michele Griffo, osnovale su Lavender Menace, lezbijsku aktivističku organizaciju.
Iste godine drag kraljice GLF-a, uključujući Marshu P. Johnson i Sylviju Riveru, osnovale su grupu Ulične Transvestitske Aktivističke Revolucionarke koja se fokusirala na pružanje podrške gej zatvorenicima, traženju stanova za mlade gej beskućnike i druge mlade "ulične kraljice".
Britanski front za oslobađanje gejeva postojao je između 1970. – 1973. godine.
Njegov prvi sastanak održan je u podrumu London School of Economics 13. listopada 1970. Bob Mellors i Aubrey Walter vidjeli su učinak GLF-a u Sjedinjenim Državama i stvorili paralelni pokret zasnovan na revolucionarnoj politici.
Do 1971. britanski GLF prepoznat je kao politički pokret u nacionalnom tisku, održavajući tjedne sastanke od 200 do 300 ljudi. Objavljen je GLF-ov manifest i provedena je serija izravnih akcija visokog profila, poput prekida pokretanja crkvene moralne kampanje, Festivala svjetlosti.
Prekid otvaranja Festivala svjetlosti 1971. bila je najbolje organizirana GLF akcija. Prvi susret Festivala svjetlosti organizirala je Mary Whitehouse u Metodističkoj središnjoj dvorani. Među članovima GLF sudjeluju u ovom prosvjedu su na „radikalne feministkinje”, grupu rodno nesukladnih muškaraca u drag, koji su upali i spontano poljubi jedni druge; drugi su pustili miševe, oglasili se trubama i otkrili transparente, a kontingent odjeven u radnike dobio je pristup podrumu i ugasio svjetla.
Na Uskrs 1972. održana je godišnja konferencija Gay Lib u zgradi Ceha studenata na Sveučilištu u Birminghamu.
Do 1974., unutarnje nesuglasice dovele su do raspada pokreta.  Informativna služba GLF nastavila je nekoliko sljedećih godina pružajući resurse gej zajednici.
Radovi GLF-a nalaze se u arhivi Hall-Carpenter na London School of Economics.
Nekoliko članova GLF-a, uključujući Petera Tatchella, nastavilo je kampanju i nakon 1970-ih pod organizacijom OutRage!, koja je osnovana 1990., a raspuštena 2011., koristeći slične taktike kao i GLF kako bi privukla značajnu razinu medijskog interesa i kontroverze.  U ovom je trenutku došlo do podjele unutar gej aktivističkog pokreta, uglavnom zbog razlike u ideologijama.
Te su skupine bile vrlo utjecajne nakon pandemije HIV / AIDS- a iz 1980-ih i 1990-ih i nasilja nad lezbijkama i homoseksualcima koje je uslijedilo.

## Kanada
Prve gej oslobodilačke skupine koje su se identificirale s pokretom Gay Liberation Front u Kanadi bile su u Montrealu u Quebecu. Homoseksualac Front de libération (FLH) osnovan je u studenom 1970. godine, kao odgovor na poziv za organizirane aktivističke skupine u gradu u publikaciji Mainmise .Sljedeći čimbenik u formiranju skupine bile su policijske akcije protiv homoseksualnih ustanova u gradu nakon suspenzije građanskih sloboda od strane premijera Pierrea Trudeaua u jesen 1970. Ova je skupina kratko trajala; raspušteni su nakon što je preko četrdeset članova optuženo zbog propusta da nabave dozvolu za alkoholna pića na jednom od događaja grupe 1972.
Grupa iz Vancouvera u Britanskoj Kolumbiji koja sebe naziva Vancouver Gay Liberation Front pojavila se 1971. godine, uglavnom zbog sastanaka lokalne komune, zvane Pink Cheeks. Skupina je dobila potporu lijevih novina The Georgia Straight, otvorila je centar za objavljivanje i objavila bilten. Skupina se trudila održati temeljnu skupinu članova, a natjecanje drugih lokalnih skupina, poput Kanadskog saveza homoseksualnih aktivista (CGAA) i Gay Alliance Toward Equality (GATE), ubrzo je dovelo do njene propasti.